# Atlanta Falcons 2025
La stagione 2025 degli Atlanta Falcons sarà la 59ª della franchigia nella National Football League e la seconda con Raheem Morris come capo-allenatore.

## Scelte nel Draft 2025
| Scelte dei Falcons nel Draft 2025 |        |                  |       |            |
| Giro                              | Scelta | Giocatore        | Ruolo | College    |
| 1                                 | 15     | Jalon Walker     | DE    | Georgia    |
| 1                                 | 26     | James Pearce Jr. | DE    | Tennessee  |
| 3                                 | 96     | Xavier Watts     | S     | Notre Dame |
| 4                                 | 118    | Billy Bowman     | S     | Oklahoma   |
| 7                                 | 218    | Jack Nelson      | OT    | Wisconsin  |

## Staff
| Staff degli Atlanta Falcons |
| --- |
| Organi dirigenziali - Proprietario/Chairman - Arthur Blank - CEO – Rich McKay - Presidente – Greg Beadles - General manager – Terry Fontenot - Assistente general manager – Kyle Smith - Vice presidente delle operazioni del football/personale dei giocatori – Ryan Pace - Direttore degli osservatori del college – Adetokunbo Abanikanda - Assistente direttore degli osservatori del college – Michael Ross - Direttore delle operazioni degli allenatori – Brian Griffin - Direttore senior dell'amministrazione del football – Chris Olsen - Dirigente del personale senior – Ruston Webster Capo allenatore - Capo-allenatore - Raheem Morris - Assistente capo-allenatore/difesa – Jerry Gray Altri allenatori - Direttore delle prestazioni dei giocatori – John Griffin - Assistente preparatore atletico – Paul Constantine - Assistente preparatore atletico – Erik Jernstrom - Assistente preparatore atletico – Josh Nelson Allenatori dell'attacco - Coordinatore offensivo – Zac Robinson - Coordinatore gioco sui passaggi – T.J. Yates - Quarterback – D.J. Williams - Running back – Michael Pitre - Wide receiver – Ike Hilliard - Tight end – Kevin Koger - Coordinatore gioco sulle corse/offensive line – Dwayne Ledford - Assistente offensive line – Shawn Flaherty - Assistente offensive line – Nick Jones - Assistente attacco senior – Ken Zampese - Assistente attacco – K.J. Black - Assistente attacco – Patrick Kramer - Specialista gioco sui passaggi/gestione del gioco – Tim Berbenich Allenatori della difesa - Coordinatore difensivo – Jeff Ulbrich - Coordinatore del gioco sui passaggi in difesa – Mike Rutenberg - Defensive line – Nate Ollie - Inside linebacker – Barrett Ruud - Outside linebacker – Jacquies Smith - Secondaria – Justin Hood - Assistente difesa senior – Dave Huxtable - Assistente difesa – Lance Schulters - Assistente difesa – John Timu Allenatori dello special team - Coordinatore dello special team - Marquice Williams - Assistente special team – Steven King |

## Roster
| Roster degli Atlanta Falcons |
| --- |
| Quarterback - 18 Kirk Cousins - 9 Michael Penix Jr. Running Back - 25 Tyler Allgeier - 30 Jase McClellan - 7 Bijan Robinson - 26 Avery Williams Wide Receiver - 12 KhaDarel Hodge - 5 Drake London - 34 Ray-Ray McCloud - 1 Darnell Mooney - 82 Casey Washington Tight End - 85 Ross Dwelley - 8 Kyle Pitts - 89 Charlie Woerner Offensive Linemen - 65 Matthew Bergeron G - 67 Drew Dalman C - 56 Jovaughn Gwyn G - 68 Kyle Hinton G - 63 Chris Lindstrom G - 70 Jake Matthews T - 76 Kaleb McGary T - 64 Ryan Neuzil C - 77 Storm Norton T Defensive Linemen - 54 Brandon Dorlus DT - 99 Eddie Goldman NT - 95 Ta'Quon Graham DE - 96 Zach Harrison DE - 97 Grady Jarrett DE - 90 David Onyemata NT - 98 Ruke Orhorhoro DT - 93 Kentavius Street DE Linebacker - 44 Troy Andersen ILB - 40 JD Bertrand ILB - 0 Lorenzo Carter OLB - 17 Arnold Ebiketie OLB - 55 Kaden Elliss ILB - 15 Matthew Judon OLB - 53 Nate Landman ILB - 51 DeAngelo Malone OLB - 50 James Smith-Williams OLB Defensive Back - 29 Micah Abernathy FS - 20 Dee Alford CB - 3 Jessie Bates FS - 27 Richie Grant SS - 33 Antonio Hamilton CB - 21 Mike Hughes CB - 22 Clark Phillips III CB - 31 Justin Simmons FS - 24 A.J. Terrell CB Special Team - 6 Younghoe Koo K - 49 Liam McCullough LS - 13 Bradley Pinion P Lista delle riserve - 52 Milo Eifler ILB (IR) - 36 Harrison Hand CB (IR) - 23 DeMarcco Hellams FS (IR) - 14 Rondale Moore WR (IR) - 48 Bralen Trice OLB (IR) Squadra di allenamento - 19 Chris Blair - 35 Natrone Brooks CB - 37 Dane Cruikshank SS - 81 Dylan Drummond WR - 87 John FitzPatrick TE - 91 Demone Harris OLB - 72 Kehinde Oginni Hassan OLB - 92 Khalid Kareem DE - 32 Kevin King CB - 59 Zion Logue DT - 94 LaCale London NT - 86 Jesse Matthews WR - 4 Nathan Peterman QB - 47 Monty Rice ILB - 74 Andrew Stueber T - 28 Carlos Washington Jr. RB - 71 Elijah Wilkinson T Roster aggiornato al 8 settembre 2024 52 attivi, 6 inattivi, 16 nella squadra di allenamento |
| Legenda - I rookie sono in corsivo. - Il primo ruolo è il principale mentre gli eventuali successivi indicano i ruoli secondari. - (IR) sta per Injured Reserve ed indica la lista ristretta per un solo giocatore infortunato che può tornare ad allenarsi dopo la settimana 6 e a rientrare in prima squadra dopo che questa ha giocato 8 partite. - (NF-Inj.) / (NF-Ill.) stanno rispettivamente per Non-Football Injured e Non-Football Illness ed indicano le liste dove viene inserito un giocatore che ha un infortunio o una malattia non dipendente dal football americano. - (PUP) sta per Physically Unable to Perform ed indica la lista dove viene inserito un giocatore mentre è in attesa di recuperare la condizione fisica. Nella stagione regolare dopo la sesta partita giocata dalla propria squadra, il giocatore ha tempo tre settimane per riprendere ad allenarsi, più tre settimane aggiuntive dal suo rientro agli allenamenti per rientrare in prima squadra. |

## Precampionato
Le gare del precampionato furono annunciate il 14 maggio 2025.
| Precampionato |           |           |                  |           |        |                       |             |         |
| Settimana     | Data      | Ora (ET)  | Avversario       | Risultato | Record | Stadio                | TV          | Sintesi |
| 1             | 8 agosto  | 7:00 p.m. | Detroit Lions    | S 10-17   | 0-1    | Mercedes-Benz Stadium | Fox-5 (Fox) | Sintesi |
| 2             | 15 agosto | 7:00 p.m. | Tennessee Titans | S 20-23   | 0-2    | Mercedes-Benz Stadium | Fox-5 (Fox) | Sintesi |
| 3             | 22 agosto | 8:00 p.m. | @ Dallas Cowboys | -         | -      | AT&T Stadium          | Fox-5 (Fox) | -       |

## Stagione regolare

### Calendario
Il calendario della stagione regolare fu reso noto il 14 maggio 2025.
| Stagione regolare |                    |                    |                            |                    |                    |                          |                    |                    |
| Settimana         | Data               | Ora (ET)           | Avversario                 | Risultato          | Record             | Stadio                   | TV                 | Sintesi            |
| 1                 | 7 settembre        | 1:00 p.m.          | Tampa Bay Buccaneers       | -                  | -                  | Mercedes-Benz Stadium    | Fox                | -                  |
| 2                 | 14 settembre       | 8:20 p.m.          | @ Minnesota Vikings (S)    | -                  | -                  | U.S. Bank Stadium        | NBC                | -                  |
| 3                 | 21 settembre       | 1:00 p.m.          | @ Carolina Panthers        | -                  | -                  | Bank of America Stadium  | Fox                | -                  |
| 4                 | 28 settembre       | 1:00 p.m.          | Washington Commanders      | -                  | -                  | Mercedes-Benz Stadium    | CBS                | -                  |
| 5                 | Settimana di pausa | Settimana di pausa | Settimana di pausa         | Settimana di pausa | Settimana di pausa | Settimana di pausa       | Settimana di pausa | Settimana di pausa |
| 6                 | 13 ottobre         | 7:15 p.m.          | Buffalo Bills (M)          | -                  | -                  | Mercedes-Benz Stadium    | ESPN/ABC           | -                  |
| 7                 | 19 ottobre         | 8:20 p.m.          | @ San Francisco 49ers (S)  | -                  | -                  | Levi's Stadium           | NBC                | -                  |
| 8                 | 26 ottobre         | 1:00 p.m.          | Miami Dolphins             | -                  | -                  | Mercedes-Benz Stadium    | CBS                | -                  |
| 9                 | 2 novembre         | 1:00 p.m.          | @ New England Patriots     | -                  | -                  | Gillette Stadium         | CBS                | -                  |
| 10                | 9 novembre         | 9:30 a.m.          | @ Indianapolis Colts (I)   | -                  | -                  | Olympiastadion (Berlino) | NFL Network        | -                  |
| 11                | 16 novembre        | 1:00 p.m.          | Carolina Panthers          | -                  | -                  | Mercedes-Benz Stadium    | Fox                | -                  |
| 12                | 23 novembre        | 4:25 p.m.          | @ New Orleans Saints       | -                  | -                  | Caesars Superdome        | Fox                | -                  |
| 13                | 30 novembre        | 1:00 p.m.          | @ New York Jets            | -                  | -                  | MetLife Stadium          | Fox                | -                  |
| 14                | 7 dicembre         | 1:00 p.m.          | Seattle Seahawks           | -                  | -                  | Mercedes-Benz Stadium    | Fox                | -                  |
| 15                | 11 dicembre        | 8:15 p.m.          | @ Tampa Bay Buccaneers (T) | -                  | -                  | Raymond James Stadium    | Prime Video        | -                  |
| 16                | 21 dicembre        | 4:05 p.m.          | @ Arizona Cardinals        | -                  | -                  | State Farm Stadium       | Fox                | -                  |
| 17                | 29 dicembre        | 8:15 p.m.          | Los Angeles Rams (M)       | -                  | -                  | Mercedes-Benz Stadium    | ESPN/ABC           | -                  |
| 18                | 3/4 gennaio        | Da def.            | New Orleans Saints         | -                  | -                  | Mercedes-Benz Stadium    | Da def.            | -                  |

Note:
- Gli avversari della propria division sono in grassetto.
- Il simbolo "@" indica una partita giocata in trasferta.
- (M) indica il Monday Night Football, (T) il Thursday Night Football, (S) il Sunday Night Football e (I) una partita delle NFL International Series.
- Dall'undicesimo al diciassettesimo turno si adotta una programmazione flessibile: le partite del Sunday Night Football, del Monday Night Football e del Thursday Night Football sono programmate in via provvisoria e sono eventualmente soggette a modifiche.
- Data e orario della gara del diciottesimo turno saranno stabilite dopo lo svolgimento del diciassettesimo turno.